# Li Wenliang
Pour les articles homonymes, voir Li.
Dans ce nom chinois, le nom de famille, Li, précède le nom personnel Wenliang.
Li Wenliang (en chinois : 李文亮 ; pinyin : Lǐ Wénliàng), né le 12 octobre 1985  à Beizhen en Chine et mort le 7 février 2020 à Wuhan en Chine, à 34 ans, est un ophtalmologue hospitalier et lanceur d'alerte chinois.
Dès le 30 décembre 2019, il alerte ses collègues médecins sur le virus dont sont atteints plusieurs patients de son hôpital de Wuhan, qui lui semble être proche de celui du SRAS (le SARS-CoV). Ce virus a provoqué ultérieurement la pandémie de Covid-19.

## Biographie
Li Wenliang nait le 12 octobre 1985 à Beizhen.
Il commence ses études de médecine en 2004, à l'université de Wuhan et obtient son diplôme de médecin en 2011. Il travaille ensuite à Xiamen pendant trois ans avant de retourner à Wuhan pour travailler en tant qu'ophtalmologiste à l'hôpital central de Wuhan.

### Pandémie de coronavirus

#### Découverte du virus
Le 30 décembre 2019, Li Wenliang prend connaissance d'un rapport de la Dresse Ai Fen concernant un patient qui montre un résultat positif avec un intervalle de confiance élevé pour les tests de dépistage du coronavirus du SRAS. À 17 h 43, il partage ses soupçons dans une conversation privée sur la messagerie chinoise WeChat avec ses collègues diplômés de l'école de médecine. Il indique dans ce message qu'« il y a 7 cas confirmés de SRAS au marché de gros de fruits de mer de Huanan ». Il publie également le rapport et le résultat de la tomodensitométrie d'un patient. À 18 h 42, il ajoute, « les dernières nouvelles confirment qu'il s'agit d'infections au coronavirus, mais le virus exact reste à sous-typer ». Il explique également dans le message ce qu'est un coronavirus. 

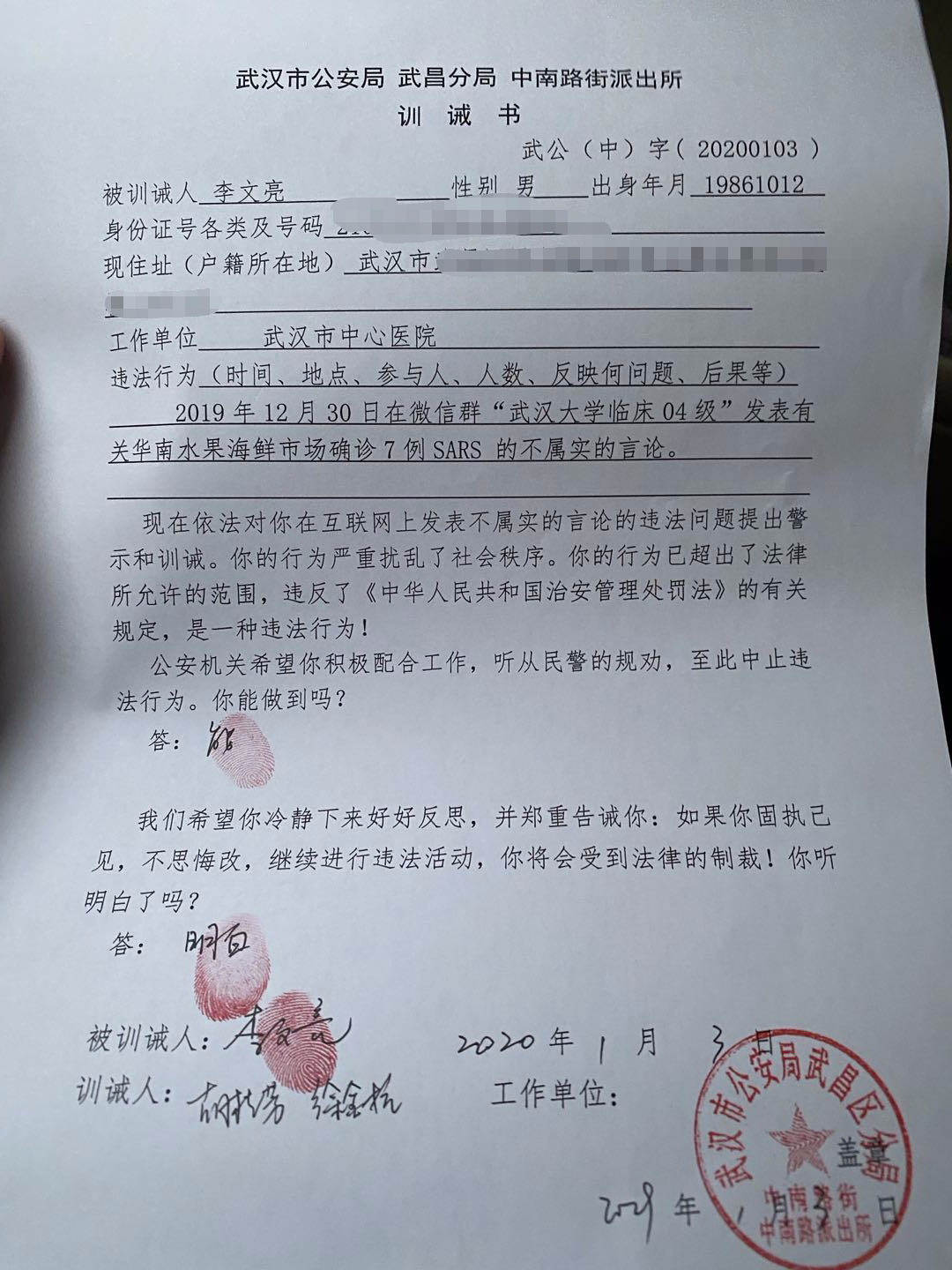
Lettre d'avertissement émise par le département de police de Wuhan ordonnant à Li Wenliang de cesser de « répandre des rumeurs sur le SRAS, » signée par Li Wenliang et deux officiers (3 janvier 2020). Li Wenliang l'a téléversée sur son compte Sina Weibo.

Après que des captures d'écran de son message WeChat ont été publiées en ligne, les surintendants médicaux de son hôpital sont rapidement venus lui parler. Le 3 janvier 2020, le commissariat de police de la rue Zhangnan du bureau de la sécurité publique de Wuhan le met en garde pour « avoir fait de faux commentaires sur Internet ». Les policiers au poste lui demandent de signer une lettre d'avertissement « reconnaissant qu'il « perturbe l’ordre social ». » Selon le procès-verbal de cet interrogatoire que Li Wenliang publie ultérieurement, il lui est demandé de « cesser ces actions illégales » sous peine d'« être poursuivi par la loi ».
Le 8 janvier 2020, il contracte le coronavirus à l’hôpital en soignant un patient infecté. Il développe une fièvre et une toux le 10 janvier qui s’aggravent rapidement. Le 12 janvier, il est admis aux soins intensifs où il est mis en quarantaine et soigné. En raison d'une pénurie de kits de test pour le nouveau coronavirus, le diagnostic définitif de l'infection n'est posé que le 1er février. Beaucoup de ses collègues et membres de sa famille sont également infectés par le virus.

#### Réactions
Li Wenliang a été sous le feu des projecteurs du public chinois et des médias parce qu'il est considéré comme l'un des huit internautes accusés de « transmettre des rumeurs » et arrêtés par la police de Wuhan début janvier.
La Cour populaire suprême chinoise a déclaré que, « rétrospectivement », les huit citoyens de Wuhan n'auraient pas dû être punis car leurs propos n'étaient « pas entièrement faux ».
La Cour suprême indique également sur son site que « cela aurait été une chance si le public avait cru aux « rumeurs  » à ce moment-là, et avait commencé à porter des masques, à prendre des mesures d'hygiène et à éviter le marché des animaux sauvages », le 4 février. 
Li Wenliang a déclaré au journal en ligne chinois Caixin qu'il craignait que l'hôpital ne le punisse pour avoir « répandu des rumeurs », mais qu'il s'est senti soulagé après que la Cour suprême a publiquement critiqué la police. « Je pense qu'il devrait y avoir plus d'une voix dans une société saine, et je n'approuve pas l'utilisation du pouvoir public pour des interférences excessives », a déclaré Li Wenliang.

### Décès
Le 6 février, les médias d'État chinois rapportent que Li Wenliang est mort à l'âge de 34 ans. Selon China Newsweek (中國新聞周刊), son cœur s'est arrêté à 21 h 30 et pour le maintenir en vie, l'oxygénation par membrane extra-corporelle (ECMO) a été pratiquée. Plusieurs sources, dont les collègues de Li Wenliang, confirment que l'ECMO a été utilisée pour le maintenir en vie pendant trois heures après l'arrêt de son cœur. 
L'Organisation mondiale de la santé publie sur Twitter qu'« elle était attristée par la mort du Dr Li Wenliang ». 
Cependant, l'hôpital central de Wuhan a initialement publié une déclaration contredisant les informations faisant état de sa mort : « Dans le cadre de la lutte contre le coronavirus, l'ophtalmologiste de notre hôpital Li Wenliang a malheureusement été infecté. Il est maintenant dans un état critique et nous faisons de notre mieux pour le sauver ». L'hôpital confirme plus tard que Li Wenliang est mort le 7 février 2020 à 2 h 58,.
Sa mort provoque une vague d'indignation, le hashtag #NousVoulonsLaLibertédExpression est publié par millions sur les médias sociaux chinois malgré la censure. Cette colère s'exprime uniquement en ligne par crainte de l'infection,.  
Le Global Times (tabloïd chinois obéissant à la ligne officielle du parti), le jour de sa mort, publie sa photo en le qualifiant de lanceur d'alerte « réprimandé par la police locale ». On sait également qu'il a été décoré de l'ordre du 4 mai.   
Il a été incinéré discrètement et on ignore où se trouvent ses cendres.

### Vie privée
Li Wenliang et sa femme ont eu un enfant. Au moment de sa mort, son épouse attendait leur deuxième enfant. Toutefois, le gouvernement s’est engagé à assurer leur avenir financier et scolaire, sous condition de ne pas s'exprimer sur les médias.